# بلانکا رزا گیل
بلانکا رزا گیل (زادهٔ ۲۶ اوت ۱۹۳۷ در پریکو، ماتانزاس، کوبا) یک خواننده معروف لاتین بولرو کوبایی است که با نام «دالی آوازخوان» شناخته می‌شود. اولین آلبوم بلانکا رزا گیل به نام سایه‌ها در سال ۱۹۵۷ در ونزوئلا ضبط شد. گیل در سال ۱۹۵۵ با خانواده اش کوبا را به مقصد کاراکاس ونزوئلا ترک کرد. او در سال ۱۹۶۲ به عنوان خواننده به کوبا بازگشت، اما پس از آن به میامی، فلوریدا تبعید شد، جایی که به مدت ۹ سال در آنجا زندگی کرد. او ازدواج کرد و در ۴۰ سال گذشته در جزیره بورینکوئن پورتوریکو اقامت داشته است. گیل در سال‌های اخیر بر آواز مذهبی مسیحی تمرکز کرده است و هنوز هم در کلیساهای انجیلی آواز می‌خواند.